# 蒙圣叙尔皮斯
蒙圣叙尔皮斯（法語：Mont-Saint-Sulpice，法語發音：[mɔ̃ sɛ̃ sylpis]）是法国勃艮第-弗朗什-孔泰大区约讷省的一个市镇，属于欧塞尔区。

## 地理
蒙圣叙尔皮斯（47°57'7"N, 3°37'34"E）面积19.62 平方千米，位于法国勃艮第-弗朗什-孔泰大區约讷省，该省份为法国中北部内陆省份，西接卢瓦雷省，西北接塞纳-马恩省，南至涅夫勒省，东临科多尔省，东北与奥布省接壤。
与蒙圣叙尔皮斯接壤的市镇（或旧市镇、城区）包括：阿尔芒松河畔布列农、欧特里沃、埃里、奥尔穆瓦、圣弗洛朗坦、韦尔日尼。

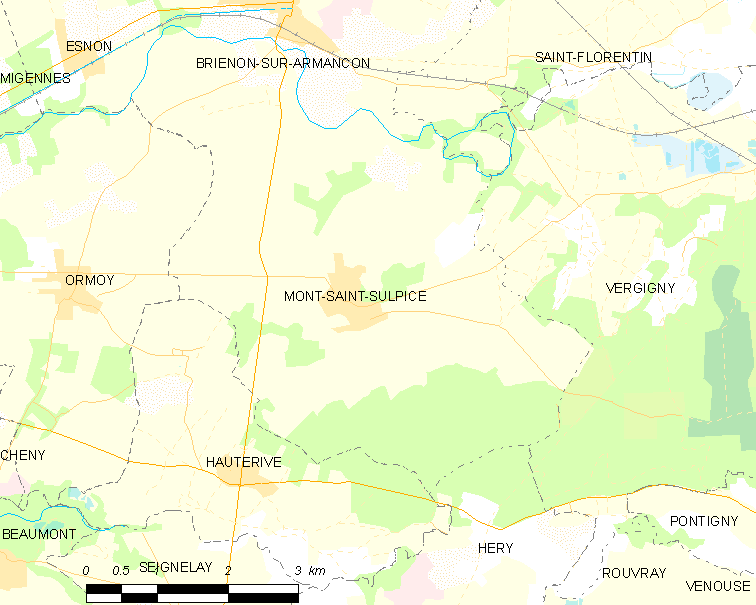
蒙圣叙尔皮斯的OSM定位图

蒙圣叙尔皮斯的时区为UTC+01:00、UTC+02:00（夏令时）。

## 行政
蒙圣叙尔皮斯的邮政编码为89250，INSEE市镇编码为89268。

## 政治
蒙圣叙尔皮斯所属的省级选区为圣弗洛朗坦县。

## 人口

1962-2008年间蒙圣叙尔皮斯人口变化图示

蒙圣叙尔皮斯于2022年1月1日时的人口数量为783人。